# نینگان
نینگان (به انگلیسی: Nyngan) یک شهرک در استرالیا است که در Bogan Shire واقع شده‌است.